# Шинеры (Цивильский район)
Шине́ры (чув. Шӗнер) — село в Цивильском районе Чувашской Республики. Входит в состав Чиричкасинского сельского поселения.

## География
Находится в северной части Чувашии на расстоянии приблизительно 10 км на восток-юго-восток по прямой от районного центра города Цивильск.

## История
Известно с 1719 года как выселок (села Воздвижен¬ское-Багильдина, которые ныне в составе Шинеров) из 10 дворов с 42 жителями мужского пола. Число дворов и жителей: в Багильдино: 1747 — 45 муж.; 1795 (вместе с 6 выселками) — 450 дворов, 1751 человек. В Шинерах (в XIX веке околоток села Багильдино-Воздвиженское): 1858 (вместе с 8 другими околотками) 1891житель, в 1897—230 жителей, 1906 — 49 дворов, 276 жителей, 1926 — 64 двора, 339 жителей, 1939—310 жителей, 1979—180. В 2002 году было 47 дворов, 2010 — 37 домохозяйств. В период коллективизации был организован колхоз «Глиссер», в 2010 году действовал СХПК «Рассвет». С 1750 по 1938 действовала Воздвиженская церковь.

## Население
Постоянное население составляло 124 человека (чуваши 100 %) в 2002 году, 95 в 2010.